# 埃米尔·涂尔干
艾彌爾·爾（1858年4月15日—1917年11月15日），又译迪尔凯姆、杜尔凯姆等，法国犹太裔社会学家、人类学家，与卡尔·馬克思、马克斯·韦伯并列为现代社会科学的三大奠基人，《社会学年鉴》创刊人，法国首位社会学教授。
涂尔干的主要的思想集中于四部巨著：《社会分工论》（1893年）、《社会学方法的准则》（1895年）、《自杀论》（1897年）、《宗教生活的基本形式》（1912年）。这些目前都被視為社会学這門學科的基础著作。作为现代社會學的开拓者，涂尔干一生出版了大量關于教育、宗教、自殺、法律和犯罪的论文和专著，為社会学的學門化和科学化奠定了坚实基础，對確立社会学為一門独立学科做出了巨大的贡献。

## 生平

### 早年
1858年4月15日，涂爾幹生于洛林的埃皮纳勒，成長在傳統的法国猶太家庭，其曾祖父、祖父和父亲都是犹太教拉比。涂爾幹自幼在家庭熏陶下學習了希伯來文、犹太教圣经和犹太法典，但在青年时決定放棄家族传统，走向世俗領域從事社會科學的工作。
1870年普法战争爆发，涂尔干的家乡埃皮纳尔被普鲁士军队占领，他开始认为宗教并非来源于神，而只是一种社会现象。但他并没有因此和家人交恶，仍然保持了和犹太社群的良好关系。他的主要合作者和学生中有很多是犹太人，甚至和他沾亲带故。
19岁时，涂爾幹父亲病危，作为家中的长子，涂爾幹过早地承担家庭的责任，并时常陷入沉重的悲痛情感中，以至于其早期的观点都充满着悲观。财政窘迫及精神压力使他无法专心备考，因此两度失利。
1879年，涂爾幹在两试不第后，终以优异的成绩考入了巴黎高等师范学院。他所在的班级是巴黎高师在19世纪中最为突出的，同学中人才济济，日后成才者甚多，比如哲学家亨利·柏格森和社会民主主义奠基人之一的让·饶勒斯等。涂尔干与让·饶勒斯的友谊也一直保持到后者去世为止。大学里，涂爾幹师从德·库朗日，并在这位有着社会科学意识的古典学者影响下，接触了当时还仅具雏形的社会学，对其以后的学说影响深远。在阅读了奥古斯特·孔德和赫伯特·斯宾塞的理论后，涂爾幹对以科学方法研究社会现象产生了浓厚兴趣。但當時法國的教育体系中，并沒有设置專門的社會科學。年纪轻轻的他厌倦了研习人文学，只得改修哲學，並于1882年畢業。

### 中年
毕业后，涂尔干尝试在巴黎大学求职，但他的学术观点显然不能令保守的大学满意。他只得在省立中学任教，其间赴德國一年，研讀教育学、伦理学和哲学，深受威廉·冯特创立的实验心理学的影响。1887年，涂尔干受聘波尔多大学，教授教育學和當時还不被承认的社會學。藉此，他逐步将社会学引入了當時法國教育體系，在波尔多大学创建了法国第一个教育学和社会学系。然而，涂尔干主张宗教和道德可以用纯粹的社会关系解释，这为他招来了不少批评。
1890年代是涂尔干学术创作的黄金时期。1893年，涂爾幹出版了由博士论文完善而成的《社會分工論》，标志着他学术体系的建立。在书中，涂爾幹阐发了關於人類社會的性质及发展规律的理论。他對於社會現象的興趣來自於政治的刺激。当时，法国在普法戰爭的失败激起了对世俗的共和政體的强烈反感，很多人认为应该以激进的民族主义重振法国霸权。作为一个同情社会主义的犹太人，属于政治上少数派的涂爾幹对这种思潮很不满，开始投身社会运动。他在1894年的德雷福斯事件中发挥的积极作用，更强化了他的社会活动家地位。
1895年，涂爾幹出版了《社會學方法的規則》，在其中定义了作为独立学科的“社會學”，讨论了社会学研究的对象和基本方法。1898年建立了《社会学年鉴》（L'Année Sociologique）期刊，编辑、刊登他的學生、同事及其他社会学家的论文。围绕这一刊物形成了一批年轻社会学家的团体──法国社会学年鉴派，并致力于把社会学的独立研究及学术化。1897年，涂爾幹的另一部代表作《自殺論》出版。书中在研究自殺個案時，运用了统计学等量化分析的方法，涂尔干因而成為将定量分析引入社会科学的先驱，而《自杀论》也成为社会学案例研究的典范之作。

### 晚年
1902年，涂爾幹实现了他的梦想，如愿成为了巴黎大学教育部主席。因为法国大学的主要目的是培养教师，涂爾幹获得了可观的影响力。他的演說成為這些要在法國大學成為第二批教師培育成員的最高指導原則，被反对者称为“国家涂尔干主义”（State Durkheimianism）。德雷福斯事件之後，出于政治上的考虑，涂爾幹在1912年被任命为巴黎大学教育部终身主席。他随后将这个职位改名为“教育部和社会学部主席”。同年，他出版了最後一本重要著作《宗教生活的基本形式》。
第一次世界大戰深深打击了涂爾幹。他的左派言论一向是出于爱国主义立场，想要追求一個合理的世俗的法国式生活，对所谓的国际主义兴趣不大。但是战争以及隨之而來的民族主義宣传战卻令本已右倾的国内局势更加微妙。虽然涂爾幹积极地奔走呼号，支持法国，但他对流行的简单片面的爱国主义激情态度谨慎。本已对他的犹太身份不满的法国右派，借机掀起了对他的舆论攻势。更不幸的是，他精心培养的一代學生都被征入行伍，許多人悲惨地死在西线战场之上。而对涂爾幹创痛最大的，莫过于他的独子战死疆场的噩耗。巨大的伤痛，加之过度的工作，终于令涂爾幹身心崩溃。1917年，他突发中风。经过了几个月的修养，他自认康复，就重拾《道德》杂志（La Morale）的工作。但在11月15日，精力耗竭的他去世，安葬於巴黎蒙帕拿斯墓园，享年59岁。

## 主要理论及著作

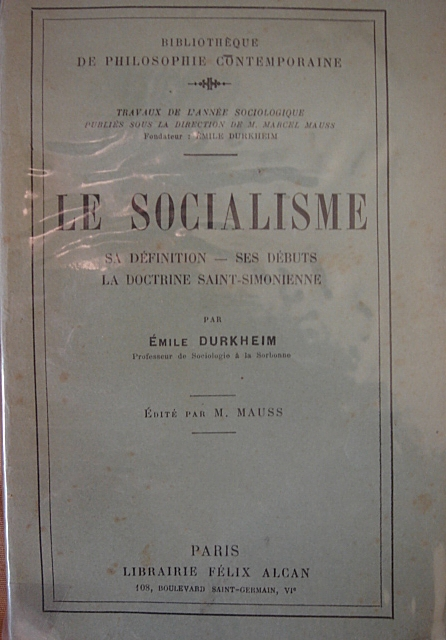
《论社会主义》，涂尔干早期著作的精选合集

涂尔干著作涉猎广泛，其主要的思想集中于四部巨著：《社会分工论》（1893年）、《社會學方法的規則》（1895年）、《自杀论》（1897年）、《宗教生活的基本形式》（1912年），也是社会学研究的基础著作。
作为现代社會學的开拓者，涂尔干一生出版了大量關于教育、宗教、自殺和犯罪的论文和专著，为社会学的规范化和科学化奠定了坚实基础，为社会学的独立学科地位的确立做出了巨大贡献。他确定了社会学的研究对象——社会事实：阐述了社会事实之间存在的结构、功能和因果的关系，制定了一系列社会学研究的实证规则，充实了此前空疏的社会学方法论，实现了孔德提出的建立实证主义社会学构想。他运用统计方法对自杀现象的研究，用人类学资料对澳大利亚土著居民的宗教研究，是社会学理论和经验研究相结合的范例，从而结束了西方社会学理论研究和经验研究长期脱节的状况。涂尔干的学术思想和研究方法，深刻影响了社會學的发展。

### 集体意识与《社会分工论》
《社会分工论》是涂尔干的博士论文，书中主要阐述社会团结与社会整合为一种社会事实，该事实独立存在于个人之外，并具有独特特征，即称“集体意识”，而分工的真正功能是在兩個人或者更多人之間創造出一種連帶感，即集体意识。
在《社会分工论》裡，涂尔干认为只有社会成员间存在一定的向心力，即“团结”，作为成员集合体的社会才能存在。他进一步将社会团结分成“机械”与“有机”二种。道德是集体意识的反映，而法律则是社會藉由道德的实体化而維持團結的一種努力。通过对二者的分析，涂尔干认为機械社會之後，文明不斷擴張，社會職能也日益扩大，人口的增加導致物質（每平方公里人口）跟道德（社會交往頻率）密度增加，產生競爭生存物資的狀態，如果不用戰爭去解決競爭壓力，只能透過社會分工維持社會穩定。日趋复杂精密的社会分工，将各集團的人們納入其中。透過分工，不同集團的人亦逐渐相互依賴。而在由机械社会向有机社会的转型中，传统集体意识的淡化影响了部分社会成员的人生定位，導致社會“失范”。他认为，机械团结到有機团结是歷史的必然趨勢，而分工事實上增進了人的團結與幸福。涂尔干的这点理论深受其导师的影响，同时对将来的社会科学的研究的影响也极其深远。许多当代的人类学家理论都建立在这个理论之上，比如安東尼·紀登斯的“四個面向”理论。美國学者塔爾科特·帕森斯、阿尔弗雷德·拉德克利夫-布朗等人的結構功能論也擷取引用了他的一些观点，即認為社會學在研究社會結構時重點之一在考察不同結構的功能（Function）。

### 社会事实与《社会学方法的准则》
《社会学方法的准则》是涂尔干的重要著作，其奠定了社会学研究的方法及对象。能否具有仅仅为社会学所研究的特殊对象，使其成为一门独立学科的必备条件。社会学的研究对象是社会事实。进而提出了社会事实的两个特征：外在性与约束性。社会事实的存在不取决于个人，它先于个体的生命而存在，比个体生命更持久，它由先行的社会事实所造成，并以外在的形式强制和作用于人们，塑造人们的意识。社会高于个人，社会事实不能用生理学、个体心理学等研究个体的方法来解释，必须采用社会学的方法、观点来解释。以此，涂尔干提出了与其基本原理相适的社会学研究方法论原则。观察社会事实时的首要原则是把社会事实作为“物”来考察。科学的社会学方法论必须与研究对象相适应。据此，他提出了观察社会事实、区分正常现象和病态现象、划分社会类型、解释社会事实与求证五大方法论原则。同时，由于主张社会事实的关联性，涂尔干认为社会事实的比较研究较分割的理论阐述更具意义，由此萌生了社会科学的比较学研究。

### 实证主义与《自杀论》
《自杀论》是涂爾幹的一部巨著。在书中，涂爾幹著手進行研究自殺的人們的特質，發現一種社會連帶的關係。從事自殺的人，與社會的涉入較少，呈現鬆散的狀態；相反的，在某些很少從事自殺的群體中（天主教團體、猶太教團體），歸納出他們共有的特性，也就是宗教涉入生活的程度非常高，而且社會聯結十分緊密。而同樣的，人類社會中也出現過集體自殺的例子，這同樣也是社會聯結十分緊密的人才會從事的行為。因此，他可以將自殺的人們分成三種類型：利己的自殺、利他的自殺和失範的自殺。失範的自殺是社會價值的突然失去，無所適從而產生的自殺。他认为自杀是一種社會因素導致的現象，並且反映社会的混乱状况。社会中经常出现的现象是正常的，偶然出现的是不正常的。社会现象的本质难以确定，只能从外部去观察。社会现象有一定的功能。它们产生的原因要从社会环境中寻找，而反对作心理学与生物学的解释。所以，涂爾幹認為自殺是一種常態，他認為自殺不應以個人心理探討，自殺是社會影響個人的，所以應該以社會學的角度將自殺化為一種客觀的社會事實，調查自殺率的變化。

### 《宗教生活的基本形式》
《宗教生活的基本形式》為涂爾幹晚年之作。他試從原始初民社會的基本互動方式，建構並認識社會構成的最基本元素。同时通过歸結出一個社會構成的最基本要素有：神聖世俗之分，圖騰崇拜，儀式，節慶活動，氏族等要素，结合社会学的分析角度阐述这些元素的社会性，认定宗教也是一种社会事实。另外涂爾幹还從上述延伸出崇拜團體（氏族）內依照神俗二分所建構出來的世界觀與分類系統。按照神聖性，依次可以透過氏族的分類與詮釋（包括對於善惡的觀念），開展出對整個世界的觀點與認知架構。這個想法，後來透過他姪子马塞尔·莫斯傳給法國結構主義大師列维-施特劳斯，為建構主義最原初的模型。但根本上神圣系统反映的是现实的社会生活，这是宗教之所以有力的真正原因。
该书重点分析澳大利亚土著居民的原始宗教，即氏族图腾信仰（Totémisme）。其材料取自英国学者在澳大利亚的实地考察报告，还借助了美国学者对北美印第安人和爱斯基摩人的考察资料，为人类学的研究方法提供了实际操作指南。涂尔干雖然並未在该書完整陳述自己終身研究的奧義，而上述幾個元素的歸總，對後世社會科學影響甚鉅。但该书中因为取材及论述的问题，也遭到一些学者的批评。

## 其他思想

### 教育
涂尔干对教育领域抱有浓厚的兴趣，这和他早年从事师范教育有关。当时的社会学还未具有公认的独立学科地位，为此他曾修改波尔多大学的教学计划，以便能尽可能多地传授社会学知识。在更广的层面上，涂尔干终身致力于改进教育体制，以便为法国公民提供一种共有的世俗价值观，进而防止社会混乱的发生。为此，他建议组织专业社团，为成年人提供价值观教育。涂尔干主张教育形态会随社会的环境而变化，因为教育制度和社会制度有着密切关联。同时他也主张教育同时必须考虑到不同文化的差异性。最终理想的教育可以强化社会团结、保障社会秩序、维护社会分工。

### 犯罪与刑罚
涂尔干的犯罪理论主要建立在他的集体意识理论中，并在《社会分工论》中得到阐述。他认为，犯罪是严重侵犯一个社会的集体意识的行为，并由于社会结构的不完整性而必然存在。在此基础上，涂尔干认为犯罪本身不仅是“不可避免的”（Inevitable）和“正常的”（Normal），还认为它是“健全社会的组成部分”（An Integrative Element in Any Healthy Society）。所有的犯罪有一个共同的基础，即这些行为总是以同样的方式普遍破坏了国家道德意识，普遍产生了同样的恶果。所有这种行为都是罪恶，都是应该受到明文制定的惩罚的压制。并认为国家是集体意识的捍卫者，侵犯国家权力即是侵犯集体意识，由此把集体意识与惩罚联系起来。惩罚的实质也就是集体意识的表达。这些思路在他的论文《惩罚进化的两种法则》（Two Laws of Penal Evolution）有更广泛的解释。由此，很多学者认为涂尔干关于犯罪的理论更注重刑罚。

### 法律
除了對犯罪学和刑罰学的研究以外，涂尔干還對法律及其對社會的影響非常感興趣。在古典社會學家中，他是法律社會學的創始人之一。 在他的早期作品中，他把法律的分類視為不同類型的“社會連帶”的直接反應，因而可以說法律可能揭示“社會連帶”的本質，故而社會學有必要對法律進行研究。但是后來，他強調法律本身作為社會學的一個研究領域就有重要的意義。在涂尔干后期的觀點中，法律（不論民法或是刑法）是社會基本價值的表達和保證，为社会团结的不同方式表达。涂尔干發現現代社會的法律越來越表達一種道德上的個人主義，同時他也認為或許這種個人主義的價值體系是對社會連帶的當代境況的唯一通用標準。從這個意義上講，個人主義是人權的基礎，包含了個體尊嚴和個體自治的兩種屬性。但是這種個人主義和自私自利以及自我本位主義是截然不同的，他認為后兩者沒有任何道德基礎。他的諸多追隨者，比如馬瑟·牟斯、保罗·福孔内（Paul Fauconnet）等在法律社會學領域也有所專長或作出了杰出貢獻。

## 著作列表

### 原著
- 《社会分工论》（De la division du travail social），1893年；
- 《社会学研究方法论》（Les Règles de la méthode sociologique），1895年；
- 《自杀论》（Le Suicide），1897年；
- 《宗教生活的基本形式》（Les Formes élémentaires de la vie religieuse），1912年。
- 《教育学与社会学》（Éducation et sociologie），1922年；
- 《社会学与哲学》（Sociologie et philosophie），1924年；
- 《道德教育》（Moral Education），1925年；
- 《论社会主义》（Le Socialisme. Sa définition - Ses débuts - La doctrine saint-simonnienne），1928年；
- 《法国教育学的演变》（L'Évolution pédagogique en France），1938年；
- 《社会学的原则》，1950年；
- 《实用主义和社会学》，1955年；
- 《社会学杂志》，1969年。[註 2]

### 中文譯本
- 迪尔凯姆：《社会学研究方法论》，胡伟 译，华夏出版社，1988年，1999年2版，ISBN 978-7-5080-1654-2；
- 迪尔凯姆：《社会学方法的准则》，狄玉明 译，商务印书馆，1995年，ISBN 978-7-100-02769-4；
- 杜尔凯姆：《自杀论》，钟旭辉 译，浙江人民出版社，1988年，ISBN 978-7-213-00238-0；
- 迪尔凯姆：《自杀论》，冯韵文译，商务印书馆，1996年，ISBN 978-7-100-03123-3；
- 涂尔干：《宗教生活的基本形式》，渠东、汲喆 译，上海人民出版社，1999年，ISBN 978-7-208-03277-4；
- 杜尔干：《宗教生活的初级形式》，林宗锦、彭守义译，中央民族大学出版社，1999年，ISBN 978-7-81056-369-7；
- 迪尔凯姆：《迪尔凯姆论宗教》，周秋良等译，华夏出版社，2000年，ISBN 978-7-5080-1931-4；
- 涂尔干：《社会分工论》，渠东译，北京三联书店，2000年，ISBN 978-7-108-01405-4；
- 涂尔干、莫斯：《原始分类》，汲喆译，上海人民出版社，2000年，ISBN 978-7-208-03310-8；
- 涂尔干：《实用主义与社会学》，渠东译，上海人民出版社，2000年，ISBN 978-7-208-03391-7；
- 涂尔干：《职业伦理与公民道德》，渠东、付德根译，上海人民出版社，2006年，ISBN 978-7-208-06284-9；
- 涂尔干：《道德教育》，陈光金等译，上海人民出版社，2006年，ISBN 978-7-208-06283-2；
- 涂尔干：《社会学与哲学》，梁栋译，上海人民出版社，2002年，ISBN 978-7-208-04279-7；
- 涂尔干：《乱伦禁忌及其起源》，汲喆、付德根、渠东 译，上海人民出版社，2006年，ISBN 978-7-208-06347-1；
- 涂尔干：《孟德斯鸠与卢梭》，李鲁宁、赵立玮、付德根 译，上海人民出版社，2006年，ISBN 978-7-208-06345-7；
- 涂尔干：《教育思想的演进》，李康 译，上海人民出版社，2006年，ISBN 978-7-208-06346-4。

### 引用
1. ↑  涂尔干. . 上海: 上海人民出版社. 2006. ISBN 9787208063457.
2. ↑  涂尔干 （页面存档备份，存于）[M/OL]//陈至立. 辞海. 7版. 上海:上海辞书出版社,2020[2024].
3. ↑  Peterson (2004)，24頁。
4. 1 2 3 4 5 6 7 8 9 10  Britannica (2009)，Émile Durkheim詞條。
5. 1 2 3 4 5 6  宋承先 (2000)，33頁。
6. 1 2  Lukes (1985)，39頁。
7. ↑  Lukes (1985)，41頁。
8. ↑  Lukes (1985)，40頁。
9. ↑  Lukes (1985)，42-43頁。
10. ↑  Thompson (2002)，28頁。
11. ↑  Lukes (1985)，45-46頁。
12. ↑  Lukes (1985)，44頁。
13. 1 2  海乃拉莫 (1998)，序言部分。
14. ↑  Lukes (1985)，48頁。
15. ↑  Lukes (1985)，64頁。
16. ↑  Thompson (2002)，40頁。
17. ↑  Lukes (1985)，57-58頁。
18. ↑  Durkheim、Fauconnet (1903)，55:465-497，"Law, religion and morality are...the very framework of social life... society itself, living and acting; for, it is by its law, its morality, its religion, etc, that a society is characterized".
19. 1 2  Vogt (1993)，74頁。
20. 1 2 3 4 5  Thompson (2002)，41頁。
21. ↑  米歇尔·维诺克. . 江苏教育出版社.   [2009年8月16日].[永久]
22. ↑  Thompson (2002)，43-44頁。
23. 1 2  宋承先 (2000)，34頁。
24. ↑  Thompson (2002)，41頁。"His course in Paris on the history and theory of education in France was compulsory for all students undertaking the agregation in arts and sciences, and some critics of his influence in the education system spoke of it as 'State Durkheimianism'."
25. ↑  许章润 (2006)，265頁。
26. ↑  Lukes (1985)，56-57頁。
27. ↑  宋承先 (2000)，44頁。
28. ↑  Durkheim, W. D. Halls (2008)，39页、69页、105页、226页。
29. ↑  Durkheim, W. D. Halls (2008)，24-26页。
30. ↑  宋承先 (2000)，46頁。
31. ↑  Durkheim, W. D. Halls (2008)，172页。
32. 1 2  Thompson (2002)，22頁。
33. ↑  Aron (2000)，220頁。
34. ↑  Durkheim, W. D. Halls (2008)，xxxi-xxxv。
35. ↑  Durkheim, W. D. Halls (2008)，185-186页。
36. ↑  刘援朝 (2008)。
37. ↑  宋承先 (2000)，50頁。
38. ↑  Ritzer、Goodman (2004)，128頁。
39. ↑  Thompson (2002)，49頁。
40. ↑  侯钧生. . 北京: 南开大学出版社. 2017: 42. ISBN 9787310054305 （中文（简体））.
41. ↑  侯钧生. . 北京: 南开大学出版社. 2017: 43. ISBN 9787310054305 （中文（简体））.
42. ↑  Collins (1975)，529頁，"Durkheim was the first to seriously use the comparative method correctly in the scientific sense"。
43. ↑  涂爾幹、冯韵文 (1996)，198-200頁。
44. ↑  Ritzer、Goodman (2004)，137頁。
45. ↑  Thompson (2002)，22-23頁。
46. ↑  Émile Durkheim、John A. Spaulding、George Simpson (1997)，188-189頁。
47. ↑  托卡列夫 (1983)，223-224頁。
48. ↑  Durkheim (1965)，257或21-25頁。
49. ↑  Thompson (2002)，23頁。
50. ↑  Evens-Pritchard (1981)，153-169頁。
51. ↑  Liang (2006)，39頁。
52. ↑  王立峰 (2000)，128頁。
53. ↑  Vogt (1982)，13:29-33，"such a universal and absolute uniformity is utterly impossible."
54. ↑  Vogt (1993)，75頁。
55. ↑  Émile Durkheim、Steven Lukes (1982)，98页。
56. ↑  涂爾幹、渠東 (2000)，43頁。
57. ↑  涂爾幹、渠東 (2000)，33頁。
58. ↑  王立峰 (2000)，129頁。
59. ↑  涂爾幹、渠東 (2000)，57頁。
60. ↑  Gane (1992)，13頁。
61. ↑  Garland (1993)，35-36頁。
62. ↑  Vogt (1993)，76頁。
63. ↑  Thompson (2002)，51頁。
64. ↑  Vogt (1993)，72頁。
65. ↑  Vogt (1993)，82-83頁。
66. ↑  Durkheim, Émile、Fauconnet, P. (1903)，465-497頁。